# اسپس
اسپس یکی از روستاهای استان آذربایجان شرقی است که در دهستان لاهیجان بخش خسروشهر شهرستان تبریز واقع شده‌است.این روستا750 نفر جمعیت دارد.